# Araráti Köztársaság
Az Araráti Köztársaság, más néven Araráti Kurd Köztársaság egy el nem ismert történelmi kurd állam volt a névadó hegy és Ağrı tartomány területén, Törökország keleti határvidékén.

## Története
Az Araráti Köztársaságot a lázadó kurd párt, a Xoybûn kiáltotta ki 1927. október 28-án, a kelet-törökországi felkelési hullám idején. A területen felkelések sorozatát szervezték az azóta kisebbségbe szorult kurdok.
A felkelést Ihsan Nuri és Ibrahim Haski vezette. 1927 októberében Kurdavát, egy kicsiny hegyi falut nevezték ki a köztársaság ideiglenes fővárosának. A felkelés vezetői több más kurd kisebbségtől és a Népszövetségtől is segítséget kértek, de csak néhány szíriai és iraki szabad egység érkezett az országba.
1930 szeptemberében a török hadsereg egy katonai manőverrel visszafoglalta az Araráti Köztársaság területét.

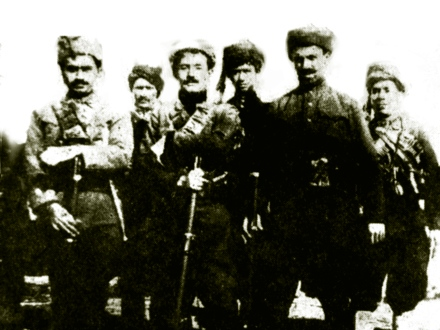
Balról jobbra: Sipkanlı Halis bég, Ihsan Nuri pasa, Hasenanlı Ferzende bég

## Fordítás
Ez a szócikk részben vagy egészben  a   Republic of Ararat című angol Wikipédia-szócikk ezen változatának fordításán alapul.  Az eredeti cikk szerkesztőit annak laptörténete sorolja fel. Ez a jelzés csupán a megfogalmazás eredetét és a szerzői jogokat jelzi, nem szolgál a cikkben szereplő információk forrásmegjelöléseként.